# Марун (река)
Мару́н (Рудханейе-Марун) — река  на юго-западе Ирана, левый приток реки Джеррахи. Берёт исток в горах Загрос, к западу от горы Динар. Течёт по останам Кохгилуйе и Бойерахмед и Хузестан на запад. Сливается с рекой Эла севернее Омидийе, образуя реку Джеррахи.

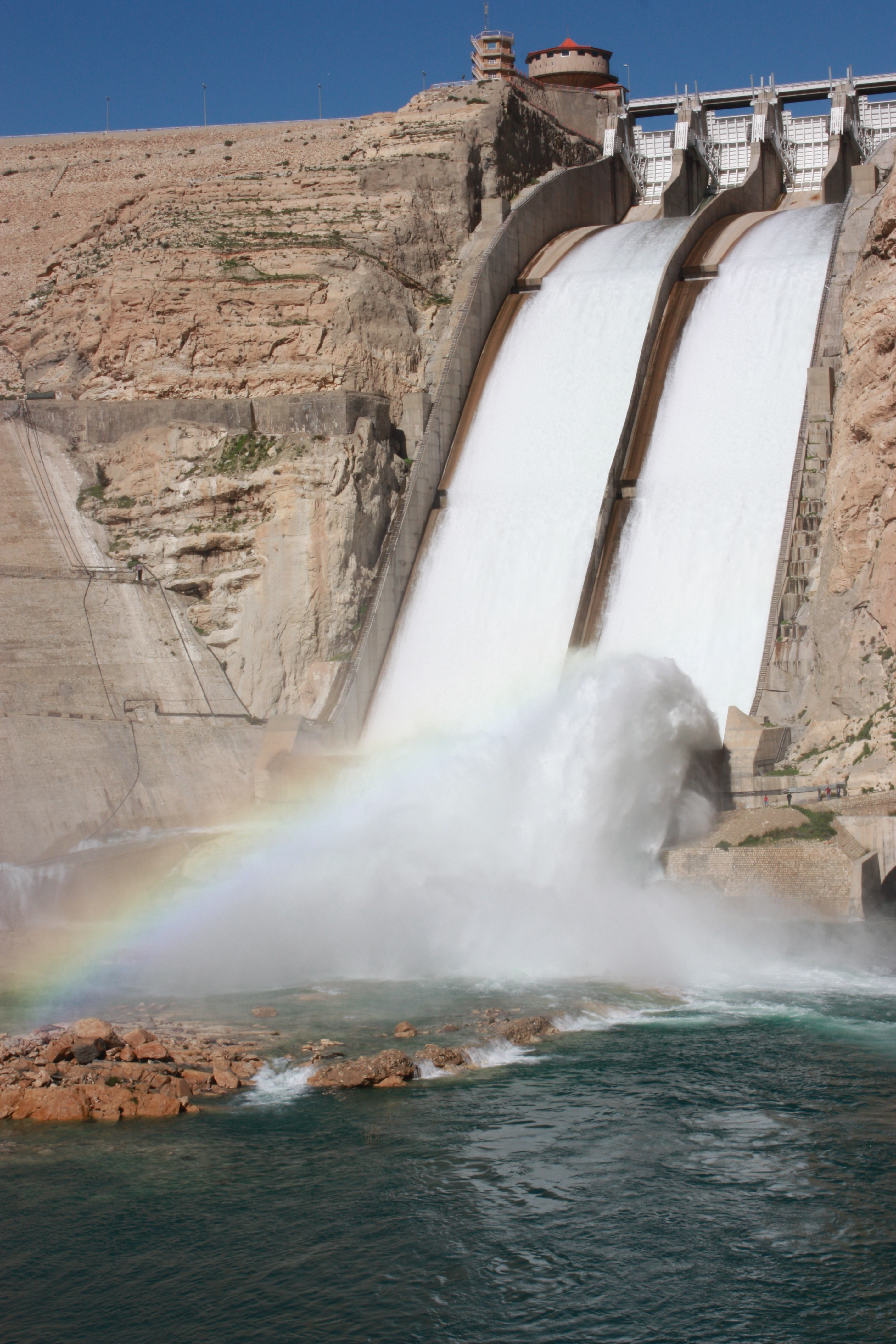
Плотина ГЭС Марун

В 19 км к северо-востоку от Бехбехана на реке построена плотина. Эта плотина представляет собой песчано-гравийную плотину с глиняным ядром, и цель её строительства — обеспечить водой сельское хозяйство, для орошения около 55 000 га земель на равнинах Бехбехан, Джайезан, Рамшир и Шадеган путём регулирования стока реки Марун, а также для борьбы с наводнениями и производства электроэнергии.
Площадь водохранилища 25 км², объём — 1,2 км³. Установленная мощность гидроэлектростанции Марун составляет 150 МВт, которая состоит из двух блоков по 75 МВт, а годовая выработка энергии оценивается в 190 ГВт⋅ч. Первый блок ГЭС Марун введён в эксплуатацию 2 октября 2004 года в присутствии министра энергетики Ирана. Принадлежит Управлению по водным и энергетическим ресурсам провинции Хузестан (KWPA).
В 6,4 км ниже плотины водохранилища Марун построена плотина вспомогательной деривационной ГЭС. Эта плотина расположена примерно в 14 км от города Бехбехан и примерно в 220 км от Ахваза. Бетонная плотина иммет высоту 46,5 м и ширину 250 м. Целью её сооружения является использование излишков воды, ежедневно сбрасываемой основной ГЭС Марун. Максимальный дебит воды может достичь 250 м/с . Длина деривационного канала — 230 м. Установленная мощность вспомогательной деривационной ГЭС составляет 10 МВт, которая состоит из двух блоков по 5 МВт, а годовая выработка энергии оценивается в 60 ГВт⋅ч. Принадлежит Управлению по водным и энергетическим ресурсам провинции Хузестан (KWPA).